# Xian de Changhai
Ne doit pas être confondu avec Shanghai.
Le xian de Changhai (长海县 ; pinyin : Chánghǎi Xiàn) est un district administratif de la province du Liaoning en Chine. Il est placé sous la juridiction de la ville sous-provinciale de Dalian.

## Démographie
La population du district était de 88 356 habitants en 1999.